# Erik Josefsson
Erik Hjalmar Josefsson, född 24 augusti 1963 i Lund, Klostergården. är en aktiv motståndare till mjukvarupatent och har under sin tid i Foundation for a Free Information Infrastructure jobbat hårt mot detta. Detta gav frukt då Europaparlamentet den 6 juli 2005 förkastade "Direktivet om datorrelaterade uppfinningar" med 648 röster mot 14. Josefsson vann också den 24 september 2008 en annan seger i Europaparlamentet med ändring #166 i Telekom-direktivet för att skydda internetanvändares rättigheter från att stängas av från Internet utan rättslig prövning. Erik Josefsson kandiderade till Europaparlamentet för vänsterpartiet i valet 2009.

## Musiker
Åren 1989–1996 var han kontrabasist i umeåbandet Trio Lligo, som återförenats vid ett par tillfällen, senast vid MADE-festivalen i Umeå våren 2009. Han var också med när medlemmarna i Trio Lligo samarbetade med gruppen Komeda i konstellationen Projektor 7, som komponerade och framförde musik till stumfilmer, med början vid Umeå filmfestival 1991 då de gjorde musik till Buster Keatons stumfilm Sherlock Junior.

## Tidigare uppdrag
- Samordnare för den europeiska verksamheten av EFF, .
- Ordförande för och grundare av Svenska FFII där han efterträddes av Jonas Bosson 2007.
- Styrelseledamot i SSLUG: 2002 2003 2003-2004 2004

## Utmärkelser
- Nordic Free Software Award 2011 [3]
- Utsedd till nr 30 bland Sveriges mest inflytelserika IT-personer 2005
- Utsedd till nr 48 bland Sveriges mest inflytelserika IT-personer 2004